# Dolichopoda laetitiae
Dolichopoda laetitiae är en insektsart som beskrevs av Minozzi 1920. Dolichopoda laetitiae ingår i släktet Dolichopoda och familjen grottvårtbitare. Inga underarter finns listade i Catalogue of Life.